# 와카이즈미촌
와카이즈미촌(若泉村)은 사이타마현의 북서부, 고다마군에 속했던 촌이다.

## 지리
- 현재의 가미카와정에 해당한다.

## 역사
- 1889년 4월 1일 - 정촌제 시행에 의해 고다마군 와카이즈미촌(若泉村) 성립하였다.
- 1949년 12월 1일 - 와카이즈미촌이 남북으로 분할되어, 남쪽은 아구하라촌, 북쪽은 와타라세촌이 성립하였다..